# La Belle Mélusine

Das Märchen von der schönen Melusine (en français Le Conte de fées de la belle Mélusine, souvent simplement nommé La Belle Mélusine), opus 32, (MWV P 12) est une ouverture de concert de Felix Mendelssohn écrite en 1833-34 puis révisée en 1835 et publiée en 1836.

## Création
Une représentation de l'opéra Melusina de Conradin Kreutzer à Berlin (le livret était de Franz Grillparzer et destiné à l'origine à une mise en musique de Ludwig van Beethoven) a inspiré Mendelssohn pour écrire sa propre ouverture sur le sujet.
La version initiale est créée à la Philharmonie de Londres le 7 avril 1834, sous la direction d'Ignaz Moscheles, puis le compositeur dirige l'œuvre le 27 juillet suivant à Dusserldorf. Le public a reçu l'œuvre poliment mais sans enthousiasme.
La création de la version révisée eut lieu en novembre 1835 au Gewandhaus de Leipzig. Le public continue de réagir prudemment à l'œuvre, tandis que le compositeur Robert Schumann apprécie fortement l'œuvre.

## Sur la musique
Le morceau de Mendelssohn traite du mythe de Mélusine, une fée de l'eau. En guise de punition, son père lui impose de passer un jour par semaine en tant que sirène. La découverte de son secret par son mari lui vaut le sort de garder cette forme pour le reste de sa vie.
Mendelssohn a souligné que sa composition ne portait pas sur une description physique ou de l'action mais sur une description des sentiments.
La composition est principalement de forme sonate.
Le début en 6/4 avec le flot continu des croches préfigure l'ouverture de l'opéra L'Or du Rhin de Wagner (en 1854).
Sa durée est d'environ 10 minutes et demi.